# Sainte-Justine
| Sainte-Justine                |                        |
| Alycia Vacances 2007 236.jpg  |                        |
| Coordenadas: 46°25' N 70°21'W |                        |
| Província                     | Quebec                 |
| Região administrativa         | Chaudière-Appalaches   |
| Incorporado em                | 1 de janeiro de 1870   |
| Prefeito                      | Marcel Morissette      |
| Código postal                 | G0R 1Y0                |
|                               |                        |
| Área                          |                        |
| - Cidade                      | 124,57 km², 48,1 mi²   |
| Fuso horário                  | UTC -5                 |
| População (2006)              |                        |
| - Cidade                      | 1.846                  |
| - Densidade                   | 15 hab/km², 38 hab/mi² |

Sainte-Justine é um município canadense do conselho municipal regional de Les Etchemins, Quebec, localizado na região administrativa de Chaudière-Appalaches. Em sua área de pouco mais de 124 km², habitam cerca de mil e oitocentas pessoas. Tem seu nome em homenagem à Marie-Justine Têtu, esposa de Hector-Louis Langevin parlamentar de Dorchester.

## Personalidades de Sainte-Justine
- Roch Carrier, autor
- Alex Tanguay, jogador da National Hockey League